# Metroid Prime Hunters
Metroid Prime Hunters – gra komputerowa z gatunku first-person shooter, stworzona przez Nintendo Software Technology i wydana w 2006 roku przez Nintendo. Należy ona do serii Metroid.